# Meiothecium boryanum
Meiothecium boryanum là một loài Rêu trong họ Sematophyllaceae. Loài này được (Müll. Hal.) Mitt. mô tả khoa học đầu tiên năm 1869.